# Rhipicephalus compositus
Rhipicephalus compositus är en fästingart som beskrevs av Neumann 1897. Rhipicephalus compositus ingår i släktet Rhipicephalus och familjen hårda fästingar.
Artens utbredningsområde är Italien. Inga underarter finns listade i Catalogue of Life.